# Pierre Lacroix
Pierre Lacroix, född 3 augusti 1948, död 13 december 2020, var en kanadensisk-amerikansk idrottsledare och befattningshavare som var verksam i den nordamerikanska professionella ishockeyligan National Hockey League (NHL) mellan 1994 och 2014.
Han var först anställd som general manager för Quebec Nordiques mellan 1994 och 1995 och sen arbetade han för deras efterföljare Colorado Avalanche mellan 1995 och 2014. Först som general manager, sen som president och sista säsongen som rådgivare. Lacroix var med och vinna Stanley Cup med Colorado Avalanche för säsongerna 1995–1996 och 2000–2001.
Den 13 december 2020 avled han i sviterna av covid-19 i Las Vegas, Nevada i USA.
År 2023 blev Lacroix invald till Hockey Hall of Fame, under kategorin "byggare", postumt.
Han var far till Éric Lacroix. Lacroix och hans fru Coco blev amerikanska medborgare år 2001.